# Kanton Villepinte
Kanton Villepinte (fr. Canton de Villepinte) je francouzský kanton v departementu Seine-Saint-Denis v regionu Île-de-France. Tvoří ho pouze město Villepinte.